# 異睡症
異睡症（英語：parasomnia）是睡眠障礙的其中一種，涉及異常的動作、行為、情緒、感知和發生在入睡、睡眠、睡眠階段之間或喚醒時所做的夢。異睡症是游離的睡眠狀態，在清醒、非快速動眼睡眠和快速動眼睡眠及其組合之間的過渡過程中是部分喚醒的。

## 分類
最新版本的《國際睡眠障礙分類》（ICSD，第3版）使用狀態分離作為異睡症的範例。以往，清醒狀態、非快速動眼睡眠和快速動眼睡眠被視為排他性狀態，只會個別出現並有明確的界線，但近期研究表明，這些狀態彼此之間的組合是可能的，因此可能導致異常的不穩定狀態，最終表現為異睡症或意識水平改變。
儘管先前的定義在技術上是正確的，但它仍存在缺陷。對狀態分離範例的考慮有助於對睡眠障礙的理解，並提供了10個核心類別的分類。